# プロガノケリス
プロガノケリス (Proganochelys) は、中生代三畳紀後期の約2億1,000万年前に生息していたカメのステムグループの一属であるが、現生のカメ目には含まれない。サンジョウキガメとも呼ばれる。2008年に中国で発見されたオドントケリス (Odontochelys) が記載されるまでは、カメに近縁な爬虫類としては最古の属と考えられていた。

## 形態

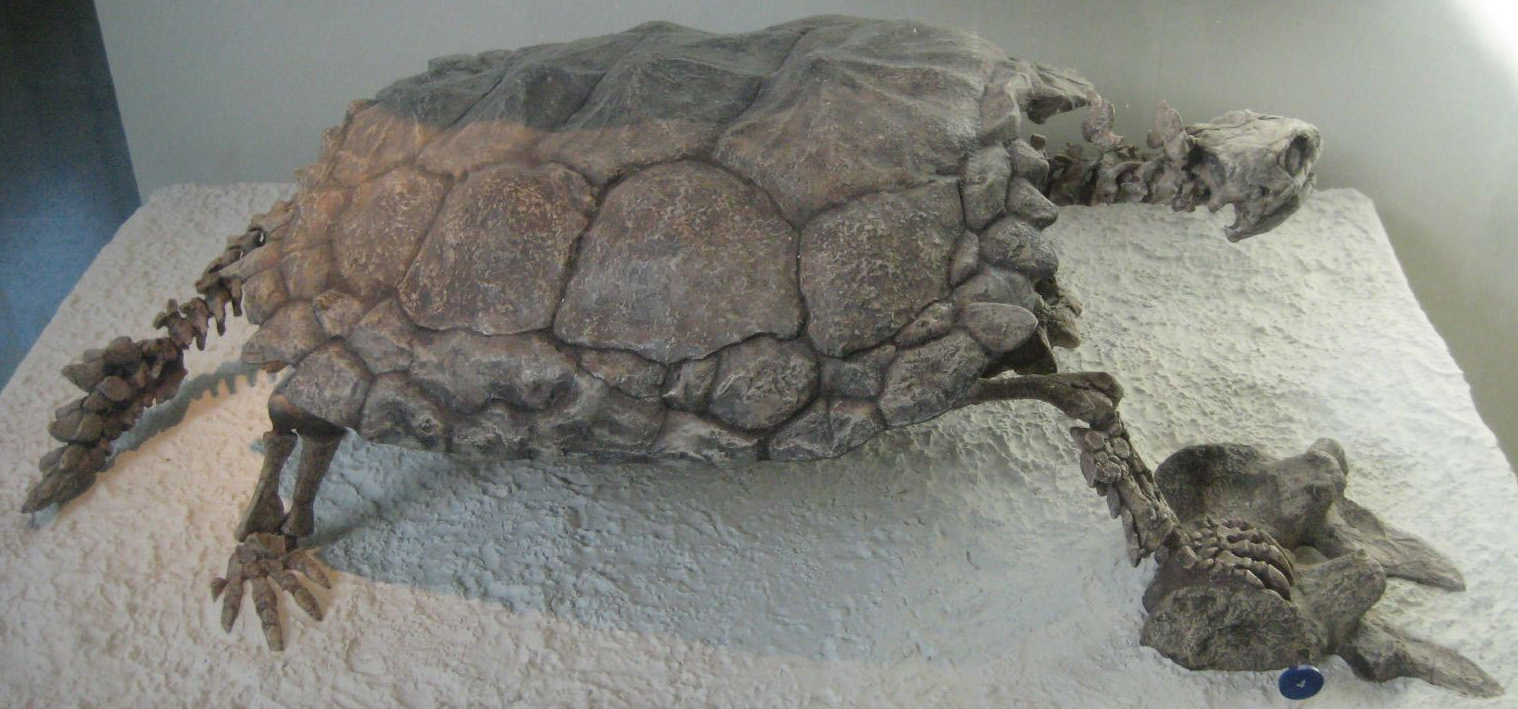
プロガノケリスの骨格。アメリカ自然史博物館所蔵。

全長約1メートル、甲長約60センチメートル。高さの無い、平たい甲羅を持つ。頸椎は8個で現生種と共通。尾の先端は骨質の鞘で覆われ、棍棒の様になっていた。四肢の構造はゾウガメなどに近く、陸生であったと考えられている。口の咬み合わせ部は草食性のリクガメに近く、同様に草食性であったと思われる。

### 現生種との相違

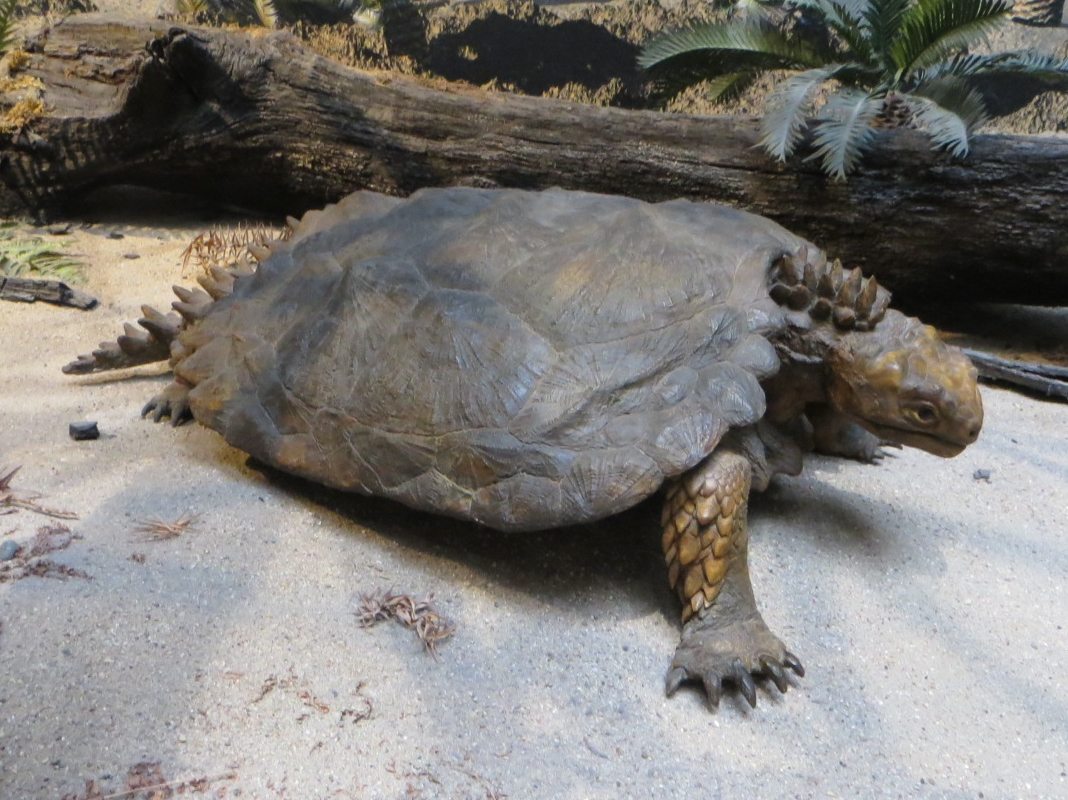
ドイツ・バーデン＝ヴュルテンベルク州のシュツットガルト州立自然史博物館に展示された生体の復元模型。

現生のカメ類の特徴である嘴を持っていたが、歯を残していた。ただし、既に口縁に生えているものは失われ、口蓋部のものだけになっていた。オドントケリスでは不完全であった甲羅（背甲）も完成していたが、頭部や四肢を甲内に収納できなかった点で大きく異なる。現生のカメでは後頭部が湾入して咬筋の付着部が拡大しているが、プロガノケリスでは頭頂骨などが後頭部を覆っていた。首や長い尾に防御もしくは武装用の骨板やトゲを持っていた点も、成長すると甲羅の骨板同士の縫合が閉じる点なども現生のカメ類にはみられない特徴である。また、現生種では一つになっている鼻孔も左右独立していた。
耳小柱（哺乳類の鐙骨に相同）が太く、また外耳のスペースが小さいために形成が不完全で、聴覚はあまり発達していなかったと思われる。

## 分布
化石はヨーロッパ（ドイツ、グリーンランド等）、東南アジア（タイ等）、南北アメリカで見つかっている。

## 参考資料

### 文献
- 疋田努『爬虫類の進化』東京大学出版会、2002年。ISBN 4-13-060179-2。
- 平山廉『恐竜の謎』小田隆（復元画）、ナツメ社〈図解雑学〉。ISBN 4-8163-3306-1。
- 平山廉『カメのきた道 甲羅に秘められた2億年の生命進化』日本放送出版協会〈NHKブックス〉、2007年。ISBN 978-4-14-091095-5。

### リンク
- American Museum of Natural History: Proganochelys
- Enchanted Learning Paleontology and Geology Glossary
- belated questions about beaks
- Animal Diversity Web: Order Testudines